# Euxoa adumbrata
Euxoa adumbrata là một loài bướm đêm thuộc họ Noctuidae. ở Bắc Mỹ it is found ngang qua miền bắc Canada from Quebec tới miền tây Alaska, phía nam đến phần phía bắc của Hoa Kỳ, và ở vùng núi to Colorado. Nó cũng được tìm thấy ở Greenland, khu vực duyên hải của Scandinavia và Ural. Nó gần đây đã được ghi chép từ Đan Mạch, dù nó bao gồm Euxoa lidia, mà vài tác giả xem là loài có hiệu lực.
Sải cánh dài 34–40 mm. Con trưởng thành bay từ tháng 6 đến tháng 8 ở Bắc Mỹ và từ tháng 7 đến tháng 8 ở Bắc Âu. Có một lứa một năm.
Ấu trùng ăn các loài Taraxacum và Polygonum.

## Phụ loài
- Euxoa adumbrata drewseni (Staudinger, 1857)
- Euxoa adumbrata thantologia (Dyar, 1904)